# Mónica Zalaquett
Mónica Beatriz Zalaquett Said (Santiago, 4 de mayo de 1962) es una comunicadora social, empresaria y política chilena. Durante el segundo gobierno del presidente Sebastián Piñera, se desempeñó como subsecretaria de Turismo desde el 11 de marzo de 2018 hasta que asumió como ministra de la Mujer y la Equidad de Género, el 9 de junio de 2020 hasta el 11 de marzo de 2022.  Entre 2010 y 2014 fue diputada del distrito N.° 20 por la Unión Demócrata Independiente (UDI).
Desde el 1 de junio de 2024 y hasta la actualidad es la presidenta ejecutiva de la Federación de Empresas de Turismo de Chile (Fedetur).

## Biografía
Es hija del chileno de ascendencia libanesa Antonio Zalaquett y de la peruana de ascendencia palestina Beatriz Said, y hermana del exalcalde de Santiago, Pablo Zalaquett. Está casada con el empresario boliviano Dieter Garafulic y es madre de cuatro hijos: Nicole, Diego, Tomás y Matías.
Realizó la educación básica y media en el Colegio Villa María Academy. Posteriormente cursó estudios de periodismo de la Universidad Católica Boliviana y en la Universidad de Los Andes y de ciencia política en la Universidad del Desarrollo. Además cuenta con un diplomado en gestión de campañas políticas en la American University, Estados Unidos y cursos de marketing y comunicación en Nueva York y Róterdam, entre otros.
A principios de la década de 1980 se trasladó a Bolivia, donde creó la empresa de joyería de plata Rafaella Pitti, la que exporta sus productos a diferentes países. Se desempeñó también como conductora de programas familiares en la televisión boliviana. Entre 1984 y 1985, fue gerenta comercial del Hotel Sheraton y gerenta comercial de LAN Chile, entre 1985 y 1986.
En 2003 se radicó definitivamente en Chile. Trabajó como comunicadora social en Radio Agricultura a cargo de la conducción de Nosotras en Agricultura, hasta junio de 2009, y a mediados de 2014 regresó a la misma estación a cargo del programa Contigo a las cinco.

## Carrera política
Es militante de la Unión Demócrata Independiente (UDI) desde 2000. Ese mismo año trabajó en la campaña de Pablo Zalaquett, quien fue elegido alcalde de la Municipalidad de La Florida. y en 2005 formó parte del comando de Pablo Longueira, quien fue elegido senador por Santiago Oriente.

### Diputada

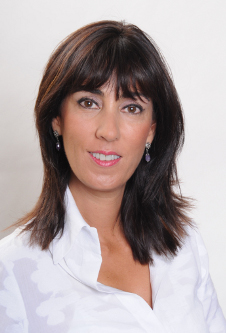
Mónica Zalaquett como Diputada en 2010.

Fue candidata a diputada en las elecciones parlamentarias de 2009 por el distrito N.° 20, entonces comprendido por las comunas de Cerrillos, Estación Central y Maipú, pertenecientes a la Región Metropolitana. Fue elegida con el 20,99 % de los votos, y asumió su cargo el 11 de marzo de 2010.
Durante su trabajo como diputada, durante los años 2012 y 2013 presidió la Comisión de Turismo, donde destacó en su trabajo con distintas organizaciones del sector privado de ese sector, como también en las sesiones de esa comisión realizadas en regiones, logrando sacar adelante el proyecto de adaptabilidad laboral en ese sector.
Participó también de la comisión de relaciones exteriores de la Cámara de Diputados, analizando temas como las relaciones con Asia Pacífico, la demanda boliviana interpuesta contra Chile ante La Haya el año 2013, y la situación de Venezuela, entre otros.
El año 2013 emprendió la carrera por su reelección, ahora por el Distrito 22, correspondiente a la comuna de Santiago. Sin embargo, en las elecciones parlamentarias de 17 de noviembre de 2013 obtuvo sólo un 18,6 % de los sufragios, no siendo reelecta diputada.

### Subsecretaria de Estado
Durante las elecciones presidenciales de 2017, trabajó en el Equipo Programático de Sebastián Piñera como coordinadora en el área Mujer.
El 11 de marzo de 2018 asumió como subsecretaria de Turismo, dependiente del Ministerio de Economía, Fomento y Turismo, momento en el cual dio a conocer los lineamientos que marcaran la agenda de su gestión. En dicho cargo representó a las Américas ante el comité ejecutivo de la Organización Mundial del Turismo (OMT) y fue la primera mujer electa para presidir dicha instancia internacional.

### Ministra de Estado

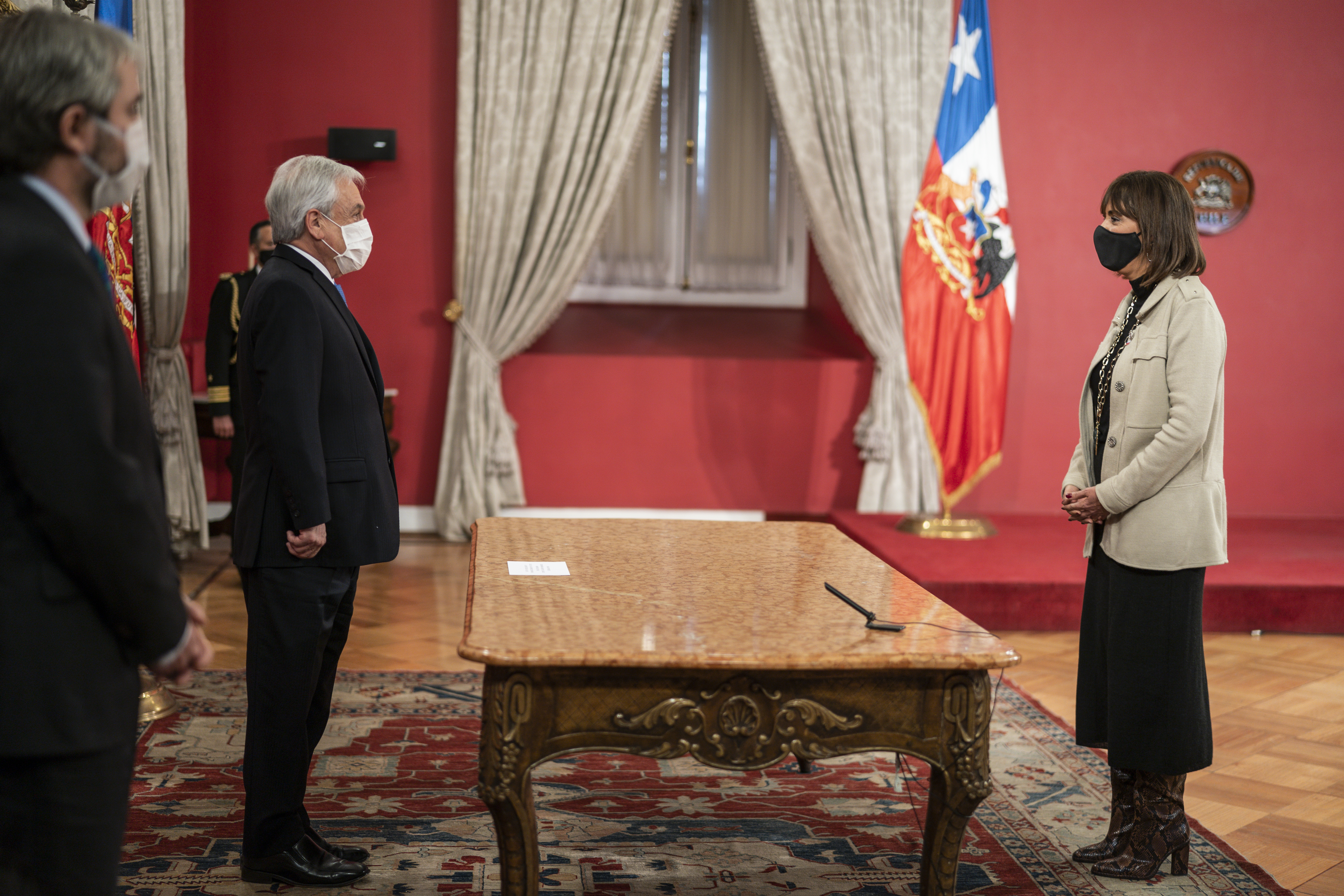
Zalaquett jurando como ministra.

El 9 de junio de 2020, es nombrada por el presidente Sebastián Piñera como ministra de la Mujer y la Equidad de Género, tras la renuncia de Macarena Santelices.
A fines de 2020 fue invitada por el Ministerio de Salud (Minsal), para integrar la Mesa Social COVID-19, creada para enfrentar dicha pandemia en el país.
Mantuvo el cargo, hasta el cambio de mando presidencial el 11 de marzo de 2022.

## Polémicas
En 2010, la entonces diputada Zalaquett se mostró contraria a un proyecto de ley que buscaba regular en casos específicos el aborto terapéutico, indicando que «El peligro de este tipo de aborto es que la mayoría de las veces es la puerta para que se apruebe el aborto total y sin distinción. No quiero que en Chile pase lo que sucede en Europa, donde se aborta por el simple hecho de tener síndrome de Down». Luego, en el año 2013, calificó como "valiente" a una menor de edad de 11 años que quedó embarazada tras haber sido violada por su padrastro. El mismo año, Zalaquett presentó un proyecto de ley que buscaba fijar como padres de un hijo a una madre y un padre.

## Historial electoral

### Elecciones parlamentarias de 2009
- Elecciones parlamentarias de 2009 a Diputados por el distrito 20 (Maipú, Estación Central y Cerrillos)[27]

### Elecciones parlamentarias de 2013
- Elecciones parlamentarias de 2013 a Diputado por el distrito 22 (Santiago Centro) [28]